# Albert Mehrabian
 (novembre 2017).
Si vous disposez d'ouvrages ou d'articles de référence ou si vous connaissez des sites web de qualité traitant du thème abordé ici, merci de compléter l'article en donnant les références utiles à sa vérifiabilité et en les liant à la section « Notes et références ».
Albert Mehrabian, né en 1939 en Iran, est un psychologue et professeur de psychologie d'origine arménienne à l'université de Californie.

## La pseudo règle des 7% - 38% - 55%

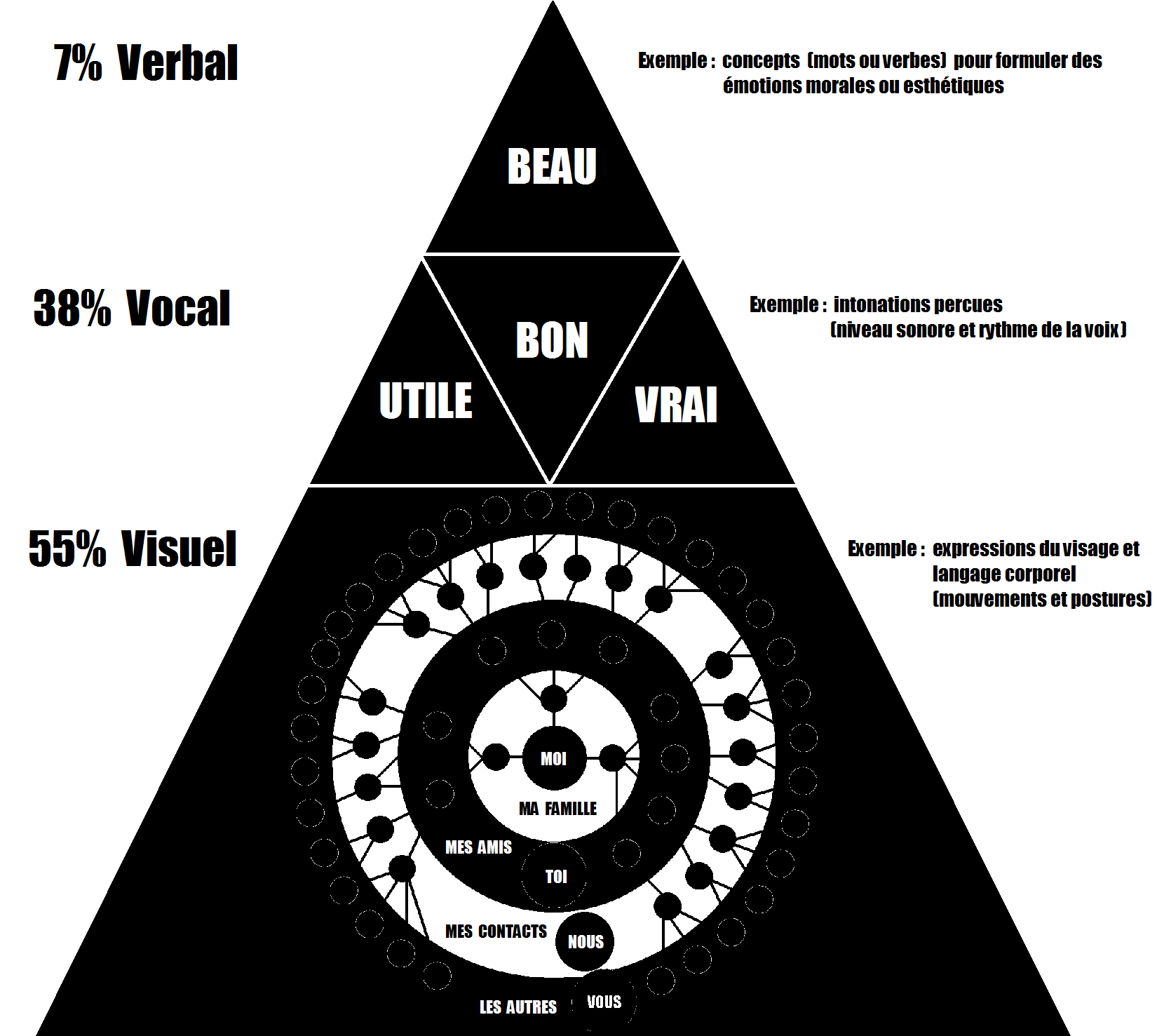
Pyramide de la communication des sentiments

Il est souvent présenté comme l'auteur et concepteur d'une règle intitulée la « règle du 7 % - 38 % - 55 % » ou « règle des 3V ». En fait celle-ci n'est absolument pas présentée telle quelle dans les deux articles de 1967 sur lesquels elle est censée être basée. Cette règle, qui n'est donc pas du tout de Mehrabian, serait :
- 7 % de la communication est verbale (par la signification des mots) ;
- 38 % de la communication est vocale (intonation et son de la voix) ;
- 55 % de la communication est visuelle (expressions du visage et du langage corporel).

En fait les articles présentent des études réalisées dans le contexte suivant: il s'agit de femmes uniquement, toutes étudiantes que l'on met en situation de discordance entre trois mots choisis, trois ton pour chaque, puis trois expressions pour chaque. Les combinaisons sont faites pour tester quel est le message retenu lorsqu'il y a discordance supposées entre les mots, le ton, l'expression. Dans ce contexte là, Albert Mehrabian tire la conclusion que le non verbal est prioritairement choisi pour interpréter le message au lieu du verbal ou du vocal. Ensuite le vocal est plus important que le verbal.
Toute généralisation de ce résultat est absolument abusif. Il vaut mieux retenir que "face à une discordance entre verbal, paraverbal et non verbal, l'humain extrait prioritairement le message du non verbal, du paraverbal puis seulement du verbal". 

## États d'esprit et congruence
D’après Mehrabian, ces trois types de communication justifient la différence d’intérêt que l’on éprouve pour une personne qui parle de ses sentiments:  les mots employés représentent alors 7 %  de notre appréciation, l’intonation 38 % et le langage corporel 55 %.
Pour parler efficacement et significativement de nos émotions, ces trois formes de communication doivent correspondre entre elles (on parle de « congruence»). Dans le cas contraire, la personne qui nous écoute peut être troublée par deux messages venant de deux façons différentes et se contredisant.
L’exemple suivant illustre bien l’incongruence entre la communication verbale et non verbale :
- verbale : « Je n’ai pas de problème avec toi ! » ;
- non verbale : la personne évite le regard de l’autre, semble inquiète, a un comportement fermé, etc.

Il est probable que la personne en face s’en tienne plus à la communication non verbale de son interlocuteur plutôt qu’aux mots employés comptant pour seulement 7 %. Ceci est une application de la règle des 7 % - 38 % - 55 %.
Dans son étude, Mehrabian menait des expériences concernant la communication de sentiments et d’états d‘esprit. Cette influence disproportionnée de l’intonation et du langage corporel devenait importante seulement lorsque la situation était ambiguë[précision nécessaire].

## Fausse interprétation
Cette règle des 7 % - 38 % - 55 % a parfois été interprétée abusivement de telle façon que certaines personnes prétendaient, dans n’importe quelle situation, que la signification d’un message était véhiculée essentiellement par une communication non verbale et pas par la signification des mots. Cette généralisation des conditions spécifiques est l’erreur la plus fréquente à l’égard de la règle de Mehrabian. Sur son site internet, Mehrabian indique clairement:
« Total Liking = 7 % Verbal Liking + 38 % Vocal Liking + 55 % Facial Liking. Please note that this and other equations regarding relative importance of verbal and nonverbal messages were derived from experiments dealing with communications of feelings and attitudes (i.e., like–dislike). Unless a communicator is talking about their feelings or attitudes, these equations are not applicable. »
« Appréciation totale = 7 % d’appréciation verbale + 38 % d’appréciation vocale + 55 % d’appréciation faciale. Veuillez noter que cette équation et les autres équations concernant l’importance relative d’un message verbal et d’un message non verbal, viennent d’expériences concernant la communication de sentiments et d’états d‘esprit. À moins qu’une personne ne parle de ses sentiments ou de ses états d‘esprits, ces équations ne sont pas applicables. »

## Critiques
La règle des 7 % - 38 % - 55 % est basée sur deux études rapportées en 1967 dans les articles « Decoding of Inconscient Communications » et « Inference of Attitudes from Nonverbal Communication in Two Channel ». Tous deux traitaient de la communication des émotions positives et négatives via de simples mots prononcés, comme « cher (monsieur) » ou « terrible ». La première étude comparait l’importance relative de la signification sémantique du mot avec le ton de la voix, et trouvait que ce dernier avait plus d’influence. La seconde étude traitait des expressions faciales (montrées sur des photos en noir et blanc) et sur le ton de la voix (entendu sur un enregistrement magnétique), et trouvait que les contributions des deux types de communication avait comme ratio 3:2. Mehrabian combina ensuite les résultats des deux études pour obtenir le ratio 7:38:55.
Ceci a été critiqué pour plusieurs raisons :
- ces résultats sont basés sur le jugement de la signification de simples mots enregistrés sur une bande magnétique, c’est-à-dire un contexte très artificiel ;
- les chiffres sont obtenus en combinant des résultats de deux études différentes qui ne peuvent peut-être pas être combinées ;
- il confronte seulement la communication d’émotions positives avec celle d’émotions négatives ;
- il concerne seulement les femmes. En effet, les hommes n’ont pas participé à l'étude ;
- d’autres types de communication non verbale, comme la posture du corps, n’ont pas été pris en compte dans les études.

Depuis, d’autres études ont analysé la contribution relative de signaux verbaux et non verbaux dans des situations plus naturelles. L’une d’entre elles en 1970, utilisant des cassettes vidéo montrées aux sujets, analysait la communication d’une attitude soumise ou dominante et trouvait que tous les types de signaux non verbaux combinés - notamment la posture du corps - avait 4,3 fois l’effet des mots employés. D’un autre côté, une autre étude en 1992, traitant de la communication d’une humeur joyeuse ou triste, trouvait qu’entendre des mots prononcés d’une voix « plate »  avait 4 fois plus d’influences que des expressions faciales vues dans un film muet. Ainsi, différentes études peuvent parvenir à des conclusions très différentes en fonction de la méthode utilisée.